# Francesco Tolotti
Francesco Tolotti (Brescia, 15 agosto 1952) è un politico italiano.

## Biografia

### Elezione a deputato
Alle elezioni politiche del 2001 viene eletto deputato della XIV legislatura della Repubblica Italiana.
Alle elezioni politiche del 2006 viene eletto deputato della XV legislatura della Repubblica Italiana nella circoscrizione IV Lombardia 2 per L'Ulivo.